# NGC 6136
NGC 6136 је спирална галаксија у сазвежђу Змај која се налази на NGC листи објеката дубоког неба.
Деклинација објекта је + 55° 58' 13" а ректасцензија 16h 20m 59,4s. Привидна величина (магнитуда) објекта NGC 6136 износи 14,8 а фотографска магнитуда 15,5. NGC 6136 је још познат и под ознакама MCG 9-27-19, CGCG 276-10, PGC 57892.